# Cloob
Cloob è un social network in lingua persiana molto popolare in Iran. È emerso, insieme ad altri siti locali, dopo che il governo iraniano ha bloccato il servizio di rete sociale Orkut. Sulla sua pagina principale c'è scritto che tutti i contenuti del sito sono controllati affinché rispettino la legge iraniana.

## Descrizione
I gestori dichiarano che il sito ha circa un milione di membri e più di 100 milioni di pagine visualizzate al mese. Gli utenti hanno accesso a strumenti come un servizio di posta elettronica interna (per amici individuali, gruppi di amici e membri della comunità), comunità e relative discussioni (club), album fotografici personali e delle comunità, archivi di articoli per le comunità, messaggistica istantanea e chat per le comunità, una moneta virtuale chiamata coroob, un registro di spese e guadagni per membri individuali, negozi virtuali per vendere beni e servizi, domande e risposte, condivisione di collegamenti e contenuti, notizie, e un'ampia libertà di impostazione dei permessi.
Alcuni servizi utilizzano la valuta virtuale, come ad esempio la ricerca avanzata nelle discussioni della comunità, la ricerca avanzata dei membri, la ricezione delle email, l'elenco dei visitatori del profilo e pochi altri servizi. È possibile acquistare la valuta virtuale e trasferirla da un utente ad un altro.
Cloob è stato censurato dal governo dell'Iran il 7 marzo 2008, nel periodo delle elezioni parlamentari. Dopo quello che i gestori di Cloob hanno chiamato «rimozione di contenuti illegali o controversi», l'accesso è stato ripristinato per gli utenti iraniani il 29 aprile 2008. Il 25 dicembre 2009 è stato censurato un'altra volta, rimanendo in questo stato per un po' di tempo.